# Ashby Puerorum
Pour les articles homonymes, voir Ashby.
Ashby Puerorum est un village du Lincolnshire, en Angleterre.